# Замок Герберштайн
Замок Герберштейн (нім. Schloss Herberstein) — замок, розташований на території австрійської громади Штубенберг-ам-Зе, неподалік від однойменного зоопарку. Найдавніші частини замку, який спочатку називався «Хервігштайн», датуються кінцем XIII століття. У замковому парку розташований музей скульптора Бруно Жиронколі. На даний час приміщення замку використовуються як виставкові зали для тимчасових експозицій творів класичного і сучасного мистецтва.

## Історія та опис
Замок Герберштейн розташований на території австрійської громади Штубенберг-ам-Зе, неподалік від однойменного зоопарку, й зведений високо на схилі скелі, яка круто спадає з північного боку в долину річки Файстріц. Фортифікаційна споруда, непомітна на відстані і важкодоступна навіть сьогодні, розташована в стратегічно важливому місці регіону.
Перші виявлені на цьому місці захисні укріплення датуються XIII століттям; близько 1400 року замок був розширений за рахунок будівництва великого передового зміцнення (посада), до якої увійшла також побудована раніше готична каплиця Св. Катерини. Пізніше, в XV столітті, замок знову зазнав кілька розширень, а в середині XVI століття був перебудований під житловий будинок (родову резиденцію Герберштейнів), додавши численні елементи ренесансної архітектури. У XVI столітті був створений масштабний «Лицарський зал» (Rittersaal), а рів остаточно засипаний. В середині XVII століття архітектурний ансамбль був доповнений двором «Florentinerhof», побудованим в італійському стилі; до кінця століття було завершено будівництво ще кількох будівель комплексу.

## Сучасний стан
До сьогоднішнього дня замок продовжує належати родині Герберштейн — він служить і житловим будинком, і адміністративним центром. Крім екскурсій, замок використовується також як місце для проведення конференцій і виставок. У замковому парку знаходиться музей скульптора Бруно Жиронколі (1936—2010), котрий до 2004 року був директором «Bildhauerschule» при Віденській академії образотворчих мистецтв; приміщення замку також використовуються Новою галереєю (Ґрац) і Музеєм сучасного мистецтва Відня для тимчасових виставок творів класичного і сучасного мистецтва. Так, в 2002—2003 році тут пройшла виставка «Von Waldmüller bis Schiele», а через рік замок став місцем проведення експозиції «Die Welt der stillen Dinge».

### Музей Бруно Жиронколі
Музей Жиронколі володіє найбільшою колекцією робіт скульптора в світі. Він був відкритий для широкого доступу у вересні 2004 року в окремій будівлі: на площі в 2000 квадратних метрів тут виставлені численні великі скульптури автора, що нагадують «футуристичні машини». Частина робіт із колекції потім була виставлена на постійній основі у Відні — в залі «Gironcoli Crystal» в комплексі будівель Донау-Сіті.